# 毛国强
毛国强（1945年6月—），号一粟，江苏宜兴人，紫砂陶艺家，中国工艺美术大师。

## 生平
毛国强出生于宜兴丁蜀镇的制陶世家，其父毛顺生是民国时期紫砂陶号“毛顺兴”的创办人。他于1958年进入宜兴紫砂工艺厂，师从紫砂陶刻名家任淦庭。2005年，获研究员级高级工艺美术师职称。2007年，被评为江苏省工艺美术大师。2010年，获中国陶瓷艺术大师称号。2014年，创立毛国强紫砂艺术馆。2018年，当选第七届中国工艺美术大师。
毛国强还担任中国工艺美术学会常务理事、中国美术家协会会员、中国民间艺术家协会会员、中国手指画研究会终身理事顾问、江苏省级非物质文化遗产项目“宜兴紫砂陶制作技艺”代表性传承人、江南大学客座教授等职。他被认为是当代紫砂界四大陶刻名家之一（另三位为谭泉海、鲍志强、沈汉生）。

## 家庭
毛国强子女毛子健、毛文杰、毛文渊也都继承家业，从事紫砂陶艺。